# Ažman
Ažman je priimek v Sloveniji, ki ga je po podatkih Statističnega urada Republike Slovenije na dan 1. januarja 2010 uporabljalo 512 oseb in je med vsemi priimki po pogostosti uporabe uvrščen na 583. mesto.

## Znani nosilci priimka
- Aleksander Ažman, arhitekt
- Andrej Ažman, katehet meščanske šole v Postojni, kronist 1. sv. vojne
- Andrej Ažman (1937—1980), kemijski fizik
- Andrej Ažman, informatik, pevec-tenorist
- Anton Ažman (1914—?), komandir prve partizanske smučarske čete
- Anton Ažman, veslač
- Blaž Ažman (1815—1900), kovaški podjetnik v Kropi
- Bojan Ažman ("Chiron Morpheus") (*1965), zvočni umetnik, rock pevec...
- Branko Ažman, višji predavatelj angleščine, terminolog...
- Ciril Ažman (1881—1952), teolog, šolnik, urednik, časnikar
- Dan Ažman, jazz-glasbenik, bobnar
- Danimir Ažman (1921—1943), smučarski skakalec in partizan
- Draga Ažman (*1953), flavtistka, glasbena pedagoginja
- Emil Ažman, hokejist
- Fanica Ažman (por. Legiša) (1909—1971), narodna delavka
- Jakob Ažman (1879—1947), podobar (v Nm, brat Cirila)
- Janez Ažman (1842—1910), rimskokatoliški duhovnik, publicist in pisatelj
- Janez Ažman, arhitekt in zborovski pevec ("Zbor arhitektov Slovenije")
- Janko Ažman - Jeti (*1945), alpinist, član četrte jugoslovanske odprave v Himalajo
- Jože Ažman (1888—1941), delavec in partijski organizator
- Justin Ažman (1910—1991), politični in kulturni delavec, kronist, upravnik Kovaškega muzeja v Kropi
- Lucija Ažman Momirski (*1961), arhitektka, prof. FA
- Marjan Ažman (1925—1984), športni delavec, gospodarstvenik
- Marko Ažman (1959—1988), alpinist, jadralni padalec...
- Miha Ažman, ekonomist (umetnostni trg)
- Mira Ažman (*1953), zdravnica, gorska reševalka (letalska)
- Miro Ažman, fotograf
- Monika Ažman, medicinska sestra, predsednica Zbornice zdravstvene in babiške nege Slovenije
- Peter Ažman, športni delavec, zdravnik
- Polona Škrinjar (r. Ažman) (*1946), pisateljica, dramatičarka
- Rasto? Ažman, smučarski delavec ?
- Renata Ažman (1964—2016), novinarka, pisateljica
- Simon Ažman (1855—1928), duhovnik, župnik v Kropi
- Slavko Ažman (1947—2014), hokejist, metalurg in športni delavec
- Stanislav Ažman, smučarski sodnik
- Tatjana Ažman, dramaturginja v Operi
- Tatjana Ažman (*1962), pedagoginja (Šola za ravnatelje)
- Tomaž Ažman (1940—1993), kirurg, alpinist, gorski reševalec
- Urban Ažman, športni plezalec in alpinist
- Vladimir Ažman (1929—2020), arhitekt
- Zoran Ažman, glasbenik